# Загладин, Валентин Николаевич
Валентин Николаевич Загладин (1890—1971) — советский преподаватель военных дисциплин, генерал-майор. Отец политолога В. В. Загладина.

## Биография
В октябре 1915 года мобилизован на фронт Первой мировой войны, командовал взводом пулемётной роты. Во время Гражданской войны воевал на Юго-Западном фронте в качестве командира сапёрной роты, являлся помощником начальника штаба бригады. В 1920-х служил в 6-м отделе штаба Московского военного округа, командном управлении главного управления РККА, затем преподавал общую тактику в Военно-хозяйственной академии и руководил учебным циклом в Высшем военном педагогическом институте Красной армии. В 1932 году окончил вечернее отделение Военной академии РККА. С 29 мая 1942 года служит в главном управлении кадров НКО СССР как начальник 5-го отдела, а затем начальник планового и мобилизационно-организационного управления. Вероятно, в ходе операции «Туман», в начале февраля 1945 года снят с должности и отправлен возглавить военную кафедру в Средне-азиатском государственном университете. Уже через 10 месяцев, с начала 1946 года, пребывал в распоряжении командующего Туркестанским военным округом, и наконец в середине 1947 года назначен начальником военной кафедры Башкирского сельскохозяйственного института.

### Звания
- подпоручик (1916 г.);
- полковник (13 января 1938 г.);
- комбриг (2 апреля 1940 г.);
- генерал-майор (27 января 1943 г.).

### Награды
- медаль «ХХ лет РККА» (22 февраля 1938 г.);
- медаль «За оборону Москвы» (1 мая 1944 г.);
- орден Красного Знамени (4 июня 1944 г.)[2];
- орден Красного Знамени (3 ноября 1944 г.), за выслугу;
- медаль «За победу над Германией» (1945 г.)[3];
- медаль «XXX лет Советской армии и флота» (1948 г.).